# Distretto di Palpa (Perù)
Il distretto di Palpa  è uno dei cinque distretti della provincia di Palpa, in Perù. Si trova nella regione di Ica e si estende su una superficie di 147,44  chilometri quadrati.